# Шаров Микола Давидович
Микола Давидович Шаров (Шавер) (1897—1939) — начальник управління НКВД по Сталінградській області, старший майор державної безпеки (1935). Один з організаторів та жертва Сталінських репресій.

## Життєпис
Народився в єврейській сім'ї шевця. Закінчив 3 класи міського училища Петербургу. Учень арматурника кущового арматурного мосту в Петербурзі з 1910 до 1912, хлопчик в слюсарній майстерні в Петербурзі з 1911 до 1914; учень, підмайстер в арматурно-слюсарній майстерні в Петрограді з 1914 до 1916. Призваний в армію в 1916, звільнений від служби по здоров'ю. Робітник на спорудженні залізниці Рибінськ — Мга з січня 1917. Член РСДРП(б) з травня 1917.
У 1917—1920 в Червоній гвардії Петрограду, у Виборзькому райкомі РСДРП(б), заступник завідувача Тюменським губвідділком народної освіти, заступник коменданта Тюменського укріпрайону, член колегії комісарів революційної охорони 1-го Міського району, комендант Московського підрайону революційної охорони Петрограду, в РСЧА, голова Ялтинської повітової ЧК, начальник одеського губернського кримінального розшуку, на підпільний роботі в Єлизаветграді.
В 1920—1923 роках — старший уповноважений Одеської губернської ЧК, начальник Таємно-оперативної частини, заступник голови Миколаївської губернської ЧК, в резерві Всеукраїнської ЧК при РНК Української РСР, начальник Таємно-оперативної частини Волинської губернської ЧК, Катеринославського губернського відділу ГПУ, заступник голови Волинської губернської ЧК, начальник Катеринославського губвідділку ГПУ, начальник VI відділення Економічного управління ОГПУ при РНК СРСР.
У 1923—1924 роках — начальник 1-го спеціального відділення Повноважного представництва ОГПУ по Петроградському — Ленінградському військовому округу.
З 1924 по 1926 рік — помічник, заступник начальника Контррозвідувального відділу Повноважного представництва ОГПУ по Ленінградському ВО, виконувач обов'язків начальника Контррозвідувального відділу Повноважного представництва ОГПУ по Ленінградському ВО, в.обов'язки начальника Частин прикордонної охорони Повноважного представництва ОГПУ по Ленінградському ВО.
У 1926—1930 роках помічник начальника Особливого відділу, заступник начальника Контррозвідувального відділу, вик. обов'язки помічника начальника Особливого відділу Повноважного представництва ОГПУ по Ленінградському ВО.
З 1930 по 1932 рік — начальник Управління прикордонної охорони і військ ОГПУ Повноважного представництва ОДПУ по Ленінградському ВО, начальник Контррозвідувального відділу Повноважного представництва ОДПУ по Ленінградському ВО, заступник начальника Особливого відділу, Таємно-оперативного управління Повноважного представництва ОДПУ по Ленінградському ВО.
У 1932—1934 роках заступник повноважного представника ОДПУ при РНК по Білоруській РСР. У 1934—1935 заступник наркома внутрішніх справ Білоруської РСР.
З квітня 1935 по січень 1938 начальник Управління НКВС по Київській області. З 10 січня 1938 начальник Управління НКВД по Сталінградській області. Депутат Верховної Ради РРФСР 1-го скликання.
Заарештований 27 вересня 1938. Розстріляний за вироком ВКВС СРСР 22 лютого 1939.